# 미겔 오비에도
미겔 앙헬 오비에도(스페인어: Miguel Ángel Oviedo, 1950년 10월 12일 ~ )는 은퇴한 아르헨티나의 축구 선수이다. 포지션은 미드필더였다. 1978년 FIFA 월드컵 우승 멤버이다.
오비에도는 코르도바에서 태어나, 인스티투토 데 코르도바에 입단했다. 1974년에 인스티투토 데 코르도바의 강력한 라이벌인 CA 타예레스로 이적했다. 그는 팀에서 나시오날 챔피언십 준우승을 차지했다. 그는 1978년 월드컵에서 우승하기도 했다.
1983년 그는 인데펜디엔테로 이적했고 그 해에 메트로폴리타노 챔피언십에서 우승을 차지했다. 2번째 시즌에서는 코파 리베르타도레스에서 우승을 했다. 1986년 그는 다시 CA 타예레스로 갔으나 한시즌 뒤 CD 아르메니오로 이적했다. 그의 팀은 1989년 강등되었고, 1992년 그는 3부리그의 CA 로스 안데스로 이적했다. 그 후 그곳에서 은퇴했다.